# Джим Бреннан
Джим Бреннан (англ. Jim Brennan; 8 травня 1977, Іст-Йорк) — канадський футболіст, захисник. По завершенні ігрової кар'єри — тренер, наразі очолює гватемальську «Аврору». Переможець Золотого кубка КОНКАКАФ 2000 року в складі збірної Канади, бронзовий призер аналогічного турніру 2002 року.

## Ранні роки
Джиммі народився у спортивній сім'ї: його дід був боксером, батько (ірландець за національністю) — хокеїстом, але мати (шотландка) відвела його в футбол. З дитинства він вболівав за «Селтік», а прикладами для наслідування йому служили півзахисники Джон Коллінз (Шотландія) і Франк Райкард (Нідерланди).

## Кар'єра

### У клубах
Граючи на позиції лівого захисника, іноді півзахисника, починав грати в Онтаріо, де виступав за команди Ньюмаркета, Бредфорда, «Вудбрідж Стайкерз». Грав за свою провінцію на юнацькому рівні.
У 1994—1996 роках числився в італійській «Сорі». В 1996 році перейшов в англійський «Бристоль Сіті», що виступав у Другій лізі Англії. За 3 сезони в цій команді Джиммі навчився у тренера Джо Джордана і півзахисника Браяна Тіннайона, які взяли його під свою опіку.
У жовтні 1999 року Бреннан перейшов в «Ноттінгем Форест» за £1 500 000, з яким боровся за вихід у Прем'єр-лігу. У сезоні 2002/03 йому один раз вдалося вийти у плей-оф за підвищення в класі, де в півфінальній двоматчевій серії їх перевершив «Шеффілд Юнайтед». Найбільш вдалою виглядала його зв'язка в захисті з Десом Вокером, який допоміг йому відточити відбори. У другій половині сезону 2000/01 Джим провів на правах оренди 2 матчі за «Гаддерсфілд Таун», який тоді ж вилетів з «чемпіоншіпа».
Перед сезоном 2003/04 вільним трансфером перейшов в «Норвіч Сіті», з яким відразу здобув перемогу в «чемпіоншипі», після чого вилетів з Прем'єр-ліги в сезоні 2004/05. Граючи за «канарок», пропустив багато часу через травми. У сезоні 2005/06 змінив свій клуб на «Саутгемптон», що грав у тій же лізі.
8 вересня 2006 року підписав контракт з новоствореним клубом MLS «Торонто», ставши першим гравцем в історії команди. 26 травня 2007 року він також став першим канадцем, який забив за команду в іграх MLS, вразивши зі штрафного ворота «Коламбус Крю».
6 квітня 2010 року, вже провівши один матч в новому сезоні, Джим заявив про завершення кар'єри і перехід на посаду помічника спортивного директора клубу Мо Джонсона.

### У збірній
У 1993 році виступав за юнацьку збірну Канади на провальному для неї чемпіонаті світу серед 17-річних.
Дебютував у першій збірній країни у матчі з Північною Ірландією 27 квітня 1999 року.
У 2000 році став переможцем Золотого кубка КОНКАКАФ, що також дозволило йому взяти участь в Кубку конфедерацій 2001 року, в 2002 році став бронзовим призером Золотого кубка.
10 вересня 2008 року матчем з Мексикою завершив виступи за збірну.

## Тренерська робота
2011 року очолив юнацьку академію клубу «Торонто».
14 травня 2012 року було оголошено, що Бреннан став помічником головного тренера «Торонто» Арона Вінтера, де і працював до 2014 року.
2015 року очолив гватемальську «Аврору».

## Досягнення

### Командні
Канада
- Золотий кубок КОНКАКАФ:
  - Переможець: 2000
  - Бронзовий призер: 2002

«Ноттінгем Форест»
- Чемпіонат Футбольної ліги:
  - Півфіналіст плей-оф: 2002/03

«Норвіч Сіті»
- Чемпіонат Футбольної ліги:
  - Чемпіон: 2003/04 (вихід в Прем'єр-лігу)

«Торонто»
- Чемпіонат Канади:
  - Чемпіон: 2009
  - Друге місце: 2008

Індивідуальні
- Футболіст року в Канаді: 1999
- Гравець року в «Торонто»: 2007
- Захисник року в «Торонто»: 2008
- Включений до Канадської футбольної Зали слави: 2015
- У символічній збірній Кубка конфедерацій: 2001[6]